# Студеникин, Митрофан Яковлевич
Митрофа́н Я́ковлевич Студени́кин  (2 декабря 1923 — 7 июля 2013) — советский и российский врач-педиатр, академик РАМН, Почётный директор Института педиатрии РАМН.

## Биография
Родился 2 декабря 1923 года в селе Листопадовка Новохопёрского уезда Воронежской губернии (ныне Грибановского района Воронежской области). Участник Великой Отечественной войны.
В 1952 году окончил 2-й Московский государственный медицинский институт им. И. В. Сталина, после чего прошёл аспирантуру, защитил кандидатскую диссертацию. Работал ассистентом, доцентом кафедры детских болезней лечебного факультета.
В 1960 года М. Я. Студеникин решением ЦК КПСС и Академии медицинских наук утвердили на должность директора Научно-исследовательского института педиатрии АМН СССР.
В 1966 году он защитил докторскую диссертацию и в 1969 году возглавил кафедру детских болезней лечебного факультета 2-го МОЛГМИ имени Н. И. Пирогова.
Избирался народным депутатом СССР (1989—1991), президентом Московского детского фонда, председателем Общества дружбы с народами Кипра.
Умер 7 июля 2013 года на 90-м году жизни в Москве, похоронен на Новом Донском кладбище.

### Семья
Имел дочь и сына.
Сын Студеникин, Владимир Митрофанович (род. 1962), который пошёл по стопам отца и стал врачом-неврологом, и дочь Студеникина Ирина Митрофановна 1958 года рождения.

## Научная деятельность
Основные направления научной деятельности М. Я. Студеникина были связаны с приоритетными проблемами педиатрии: сосудистые дистонии, неонатология, заболевания печени и жёлчных путей, почек, крови, мусковисцидоз, аллергические болезни, социальные вопросы педиатрии. Он является автором более 250 научных работ, среди которых 10 монографий и 40 глав в коллективных монографиях, руководствах, справочниках и сборниках, редактором 20 руководств для врачей и четырёх изданий «Справочника педиатра».
М. Я. Студеникин — действительный член Международной академии творчества, почётный член научных обществ педиатров 11 европейских стран и Американской академии педиатрии, почётный доктор университетов Хельсинки, Будапешта и Ростока, председатель Научного совета по педиатрии РАМН, председатель правления Научного общества педиатров России, эксперт Комитета служб охраны материнства и детства Всемирной Организации Здравоохранения.

## Награды и звания
Заслуженный деятель науки РФ. Награждён орденами Красной Звезды, Отечественной войны I степени, Трудового Красного Знамени, Октябрьской Революции, Дружбы народов, 14 медалями. За многолетнюю заботу о детях удостоен церковного ордена Святого Даниила князя Московского.
Награждён золотой медалью имени Л. Н. Толстого Международной ассоциации детских фондов.

## Память
Бюст известного педиатра установлен в селе Листопадовка (сентябрь 2019 года).